# Moss Neck
Moss Neck är en herrgård på den södra sidan av Rappahannockfloden i Caroline County, Virginia. Den är uppförd på National Register of Historic Places. Under det amerikanska inbördeskriget hade Stonewall Jackson sitt högkvarter vintern 1862-1863 i anslutning till herrgården.

## Arkitektur
Moss Neck är ett enastående uttryck för Virginias nyantika plantagearkitektur. Med sin två våningars höga mittbyggnad, långa förbindelsepartier och sidoflyglar med frontoner påminner den om kolonialtidens palladinska konstruktioner. Byggnaden förmedlar en känsla av elegant grandeur, förstärkt av dess exceptionella längd om 68,5 meter. Dess ursprungliga parkliknande omgivning med ekar och hickory samt en terrasserad trädgård är bevarad. Tillträde till herrgården sker genom en tre kilometer lång allé.

## Tillkomsthistoria
Byggherren James Parke Corbin tillhörde en av Virginias förnämsta familjer. Familjesätet Laneville i King and Queen County brann ned 1843. Corbin byggde inte upp det utan flyttade till Moss Neck, en egendom som han ägde sedan tidigare. En äldre herrgård ersattes vid mitten av 1850-talet av den nuvarande, vars konstruktion är en association till Lanevilles. Det finns inga dokument rörande byggnadstiden bevarade, men de fina detaljerna och hantverksskickligheten vid utförandet visar att kompetenta byggnadssnickare användes. Förmodligen kom de från det närbelägna Fredericksburg.

## Stonewall Jacksons högkvarter
Vintern 1862-1863 var i Virginia ovanligt lugn ur militär synvinkel. Unions- och konfederationsarméerna låg mot varandra vid Fredericksburg, men ingen av sidorna ville påbörja några anfallsrörelser. Stonewall Jacksons armékår drogs tillbaka 20 km från staden och gick i vinterläger vid Moss Neck. Generalen erbjöds bostad i herrgården, men han valde att slå sig ned i en kontorsbyggnad, dryga 40 meter från huvudbyggnaden. Ägaren bodde då inte på egendomen utan det gjorde hans sons familj. Sonen Richard befann sig i armén och herrgården styrdes av hans hustru Roberta som bodde där med sin lilla dotter Janie och två av sina svägerskor och deras barn. En nära vänskap utvecklades mellan familjen och Jackson och hans stab. Hans överadjutant gifte sig med en av Richards systrar och Jackson själv tillbringade många timmar i lek med den femåriga Janie. Hennes och hennes små kusiners död i mässling dagen efter armén lämnat Moss Neck tog Jackson hårt.

## Senare historia
Efter James Parke Corbins död 1868 övergick egendomen till nya ägare. Den bytte ägare flera gånger under återstående del av artonhundratalet. På 1920-talet användes den som jaktbostad för ägaren, men ingen bodde permanent där. När den 1938 såldes till Sears styrelseordförande hade den stått obebodd länge. Han lät upprusta fastigheten med vatten och avlopp, elektricitet och centralvärme samt anlade några nya byggnader på tomten. En restaurering ägde rum 1999 då den dåvarande ägaren lät avlägsna den inredning som tillförts herrgården på 1940-talet och återställa dess inre till det utseende som varit på 1850-talet. Samme ägare lade också ett servitut på fastigheten som begränsar antalet avstyckningar som kan göras och i det närmaste förbjuder yttre förändringar av huvudbyggnaden. Alla förändringar måste godkännas av Virginias kulturminnesmyndighet. Den renoverade fastigheten såldes 2004 till den nuvarande innehavaren.